# Sainte-Même
Sainte-Même település Franciaországban, Charente-Maritime megyében. Lakosainak száma 225 fő (2022. január 1.). Sainte-Même Asnières-la-Giraud, Aumagne, Authon-Ébéon, Fontenet, Nantillé és Varaize községekkel határos.

## Népesség
A település népessége az elmúlt években az alábbi módon változott:
| Lakosok száma | 246  | 197  | 183  | 230  | 254  | 249  | 244  | 243  | 237  | 225  |
|               | 1968 | 1982 | 1990 | 2006 | 2013 | 2015 | 2017 | 2019 | 2020 | 2022 |